# Neohyophila
Neohyophila là một chi rêu trong họ Pottiaceae.